# Luce fantasma
Luce fantasma (The Ghost Light) è una raccolta di opere dello scrittore statunitense Fritz Leiber comprendente sia racconti fantastici sia un'autobiografia del romanziere.
È stata pubblicata per la prima volta negli Stati Uniti da Berkley Books (in cooperazione con Byron Preiss Visual Publications, Inc.) nell'aprile 1984 ed è stata tradotta in italiano da Interno Giallo in Visual Publications 6 nel settembre 1991.

## Struttura
La raccolta rappresenta una carrellata sulle opere di Leiber riconducibili al filone del giallo, del macabro e del surreale (in particolare quelle imperniate sui fantasmi) e spazia dalla sua produzione edita su riviste negli anni Cinquanta sino al racconto eponimo composto appositamente per questo volume; dei nove testi selezionati, sei sono auto-conclusivi e i rimanenti tre appartengono rispettivamente alla saga di Fafhrd e il Gray Mouser, a quella della Guerra del Cambio e al ciclo di Gummitch il Gatto. Il volume si chiude con una lunga autobiografia di Leiber in cui il romanziere rintraccia le radici dei propri leitmotiv stilistici, come per esempio i costanti riferimenti shakespeariani e al gioco degli scacchi.
Tutta l'opera è accompagnata da illustrazioni realizzate da JoEllen Trilling, John Jude Palencar,  Brian Humphrey, Pat Ortega, Thomas Canty, David Wiesner, Robert Gould, Steve Leialoha e Paul Rivoche, nonché da fotografie scattate appositamente da Ben Asen o provenienti dagli archivi privati della famiglia Leiber.

## Contenuti
Per ogni testo apparso originariamente su rivista o in antologia si indica anche la prima edizione; sette dei nove racconti erano già apparsi in italiano in traduzioni precedenti, di cui si forniscono in nota i riferimenti.
- Introduzione di Fritz Leiber
- "Luce fantasma" ("The Ghost Light"), inedito.
- "Prossimamente" ("Coming Attraction"), Galaxy Science Fiction novembre 1950.[1]
- "Una scrivania piena di ragazze" ("A Deskful of Girls"), The Magazine of Fantasy & Science Fiction aprile 1958.[2] Racconto della Guerra del Cambio.
- "Spazio-tempo per saltatori" ("Space-Time for Springers"), nell'antologia Star Science Fiction Stories 4, a cura di Frederik Pohl, Ballantine Books, 1958.[3] Racconto di Gummitch.
- "Quattro spettri in Amleto" ("Four Ghosts in Hamlet"), The Magazine of Fantasy and Science Fiction gennaio 1965.[4]
- "Far rotolare le ossa" ("Gonna Roll the Bones"), nell'antologia Dangerous Visions, a cura di Harlan Ellison, Doubleday, 1967.[5]
- "Il bazaar del bizzarro" ("Bazaar of the Bizarre"), Fantastic agosto 1963.[6] Racconto di Fafhrd e il Gray Mouser.
- "Mezzanotte sull'orologio di Morphy" ("Midnight by the Morphy Watch"), in Worlds of If luglio-agosto 1974.[7]
- "Vetro nero" ("Black Glass"), nell'antologia Andromeda 3, a cura di Peter Weston, Orbit / Futura, 1978.
- «Poco disordine, e poco sesso precoce: un saggio autobiografico» («Not Much Disorder and Not So Early Sex: An Autobiographic Essay»), inedito.

## Premi
Il racconto lungo "Far rotolare le ossa" ("Gonna Roll the Bones") ha vinto sia il Premio Nebula sia il Premio Hugo per la propria categoria nel 1967.